# Liam O'Flaherty
Liam O'Flaherty (1896 - 1984) fou un escriptor irlandès del segle xx.

## Obra[1]

### Novel·la
- The Wilderness, 1927
- Thy Neighbour’s Wife, 1923
- The Black Soul, 1924
- The Informer, 1925 (adaptada al cinema: El delator)
- Mr Gilhooley, 1926
- The Assassin, 1928
- The House of Gold, 1929
- The Return of the Brute, 1929
- The Puritan, 1932
- Skerrett, 1932
- The Martyr, 1933
- Hollywood Cemetery, 1935
- Famine, 1937
- Land, 1946
- Insurrection, 1950

### Narrativa curta
- Spring Sowing, 1924
- Civil War, 1925
- The Terrorist, 1926
- The Child of God, 1926
- The Tent, 1926
- The Fairy Goose, 1927
- Red Barbara and Other Stories, 1928
- The Mountain Tavern, 1929
- The Wild Swan, 1932
- The Short Stories of Liam O’Flaherty, 1937
- Two Lovely Beasts, 1948
- Dúil (en irlandès), 1953
- The Stories of Liam O’Flaherty, 1956
- Irish Portraits, 1970
- The Pedlar’s Revenge & Other Stories, 1976
- All Things Come of Age (conte infantil), 1977
- A Test of Courage (conte infantil), 1977

### Altres
- Darkness (obra de teatre), 1926
- The Life of Tim Healy (biografia), 1927
- Joseph Conrad, 1930
- Two Years (autobiografia), 1930
- I Went to Russia political, 1931
- The Ecstasy of Angus (gènere fantàstic), 1931
- Shame the Devil (autobiografia), 1934
- The Letters of Liam O’Flaherty (correspondència, editada per A.A. Kelly), 1996